# Sztab Wojska Dońskiego (1942)
Sztab Wojska Dońskiego (ros. Штаб войска Донского) – kolaboracyjny organ wojskowy Kozaków dońskich podczas II wojny światowej.
Po zajęciu ziem kozackich nad Donem latem 1942 r., do dowództwa garnizonu niemieckiego w Nowoczerkasku zgłosiła się 5 lipca tego roku grupa kozackich oficerów, zgłaszając gotowość wspólnej walki z Sowietami. W rezultacie na pocz. września za zgodą Niemców został zwołany zjazd delegatów kozackich, na którym 9 września wyłoniono Sztab Wojsk Dońskich. Powstał on z inicjatywy wybranego wkrótce atamanem marszowym Kozaków dońskich Siergieja W. Pawłowa, który przyjął stopień pułkownika. Sztab pełnił faktycznie funkcje centralnego przedstawicielstwa kozackiego. Na jego czele stanął S. W. Pawłow. Funkcję zastępcy i szefa oddziału wojskowego pełnił starszina wojskowy Płaton M. Duchopielnikow, zaś szefa oddziału politycznego – esauł Aleksandr A. Siusiukin. W Rostowie nad Donem utworzono oddział Sztabu, w skład którego weszli płk Wasilij M. Odnorałow jako jego przewodniczący, sotnik Piotr N. Donskow jako zastępca przewodniczącego i szef oddziału politycznego, chor. Borys I. Abramienkow, stojący na czele oddziału kontrwywiadu, płk Wasilij N. Jełkin, pełniący funkcję inspektora formowanych kozackich oddziałów wojskowych i Władimir I. Popow. Pomiędzy Sztabem Wojska Dońskiego i jego przedstawicielstwem w Rostowie nad Donem powstał szybko konflikt interesów, gdyż płk W. M. Odnorałow związał się bezpośrednio z dowództwem niemieckim gen. Heinricha Kittela. Otrzymywał od niego finansowanie i wyposażenie. Poza tym uzyskano kontakt z emigracyjną grupą kozacką atamana gen. Piotra N. Krasnowa. W Rostowie nad Donem z inicjatywy płk. W. M. Odnorałowa powstała Komisja do spraw Kozackich (zwana też Komisją do Przygotowania Małego Kręgu Wojskowego), której przewodniczącym został prof. Michaił A. Miller. Organem prasowym Sztabu było pismo „Донская волна”, wychodzące w Rostowie nad Donem, które redagował Siergiej M. Popow.
Działacze Sztabu Wojska Dońskiego i jego rostowskiego oddziału oraz Komisji do spraw Kozackich organizowali w okolicznych stanicach zebrania miejscowej ludności kozackiej, na których była odczytywana odezwa atamana gen. P. N. Krasnowa wzywająca do walki z Sowietami u boku armii niemieckiej. Werbowano ochotników do nowo formowanych kozackich oddziałów wojskowych, co było połączone z agitacyjnymi wystąpieniami o charakterze antysowieckim. Każdy ochotnik mógł zachować swój stopień wojskowy, jaki posiadał w armii carskiej lub wojskach Białych. Na pocz. października 1942 r. Sztab Wojska Dońskiego ogłosił mobilizację Kozaków w wieku od 20 do 45 lat, co było spowodowane zbyt małym napływem ochotników.  Atamani staniczni spisywali rekrutów oraz przydzielali im broń, wyposażenie, umundurowanie i konie, w porozumieniu z niemieckimi okupacyjnymi komendanturami wojskowymi. Tak sformowane oddziały były kierowane do zbiorczego punktu werbunkowego w Nowoczerkasku.
Jako pierwsi przybyli w liczbie 220 ludzi ochotnicy ze stanic Zapławskaja, Biessergenowskaja, Melichowskaja i Semikarakskaja pod przywództwem starsziny wojskowego Szwedowa i półsotnia specjalnego przeznaczenia atamana Jewstratowa. Do końca października zdołano jednak sformować jedynie sotnię płastuńską (pieszą), która pod koniec listopada została rozwinięta w pułk płastuński w składzie trzech pieszych sotni, sotni konnej, pododdziału karabinów maszynowych, moździerzy i szkoleniowego. Przy wsparciu Abwehrgruppe-210 powstał oddział kozacki, liczący ok. 1 tys. żołnierzy, na czele którego stanął płk T. K. Chorużenko. W Rostowie nad Donem służbę porządkową pełniło ok. 300 Kozaków, przechodzących przeszkolenie wojskowe. Ponadto został tam sformowany 500-osobowy kozacki oddział policji pomocniczej. Uzbrojenie kozackich oddziałów wojskowych było różnego rodzaju. Żołnierze oddziałów pełniących służbę ochronną lub garnizonową byli uzbrojeni jedynie w karabiny ręczne i granaty. Natomiast oddziały wysyłane przeciwko partyzantom miały już ciężką broń maszynową i moździerze. Lepsze było też ich wyposażenie. Broń była najczęściej produkcji sowieckiej.
11 listopada ataman gen. P. N. Krasnow skierował do płk. S.W. Pawłowa pismo, w którym zgłosił szereg propozycji w sprawie organizacji ruchu powstańczego i tworzenia kozackich oddziałów wojskowych, które – jego zdaniem – powinny być łączone w większe jednostki wojskowe. Ogólna liczebność wojsk kozackich miałaby sięgnąć nawet 100 tys. ludzi zgrupowanych w dziesięć dywizji. 15 listopada płk S.W. Pawłow skierował do władz III Rzeszy Deklarację Wojska Dońskiego. Przypomniał w niej o współpracy Kozaków dońskich z Niemcami podczas wojny domowej w Rosji, a następnie prosił o uznanie niezawisłości w sojuszu z III Rzeszą przeciwko ZSRR. Ataman wystąpił też o natychmiastowe oswobodzenie z obozów jenieckich wszystkich czerwonoarmistów pochodzenia kozackiego w celu skierowania ich pod rozkazy płk. S.W. Pawłowa. Pod zwierzchność Sztabu Wojsk Dońskich, przemianowanego wówczas na Sztab Atamana Marszowego, miały trafić ponadto wszelkie kozackie oddziały wojskowe, działające w szeregach Wehrmachtu. Wśród kolejnych postulatów znalazły się: niewysyłanie młodzieży kozackiej do Rzeszy na roboty przymusowe, odwołanie komisarzy gospodarczych, wysyłanie do Rzeszy produktów gospodarczych na podstawie wzajemnych umów i pozostawienie na ziemiach kozackich stad koni. W odpowiedzi na deklarację Niemcy powołali w Berlinie przy Ministerstwie Rzeszy do Spraw Okupowanych Terytoriów Wschodnich Kozacki Zarząd Donu, Kubania i Tereku (tzw. Kosaken-Leitstelle).
W tym czasie Niemcy dali Sztabowi Atamana Marszowego zgodę na formowanie pułków kozackich. W rezultacie utworzono 1 Siniegorski Atamański Pułk Kozacki, liczący ok. 1260 żołnierzy, na czele których stał starszina wojskowy Żurawliow, 1 Doński Pułk Kozacki pod dowództwem płk. S.W. Pawłowa i 300-osobowy 2 Doński Pułk Kozacki esauła Timofieja I. Domanowa. Ponadto istniał jeszcze pułk konny bez numeru esauła A.W. Szumkowa i batalion płastuński. Kozackie oddziały wojskowe wzięły aktywny udział wespół z Niemcami w obronie ziem kozackich nad Donem przed nacierającą Armią Czerwoną, ponosząc ciężkie straty. Zmuszone do odwrotu na zachód na pocz. 1943 r., zostały zgrupowane na Ukrainie, tworząc Grupę Atamana Marszowego, przekształconą w listopadzie tego roku w Kozacki Stan.